# Fernando Ferreira (altista)
Fernando Carvalho Ferreira (Ribeirão Preto, 13 dicembre 1994) è un altista brasiliano.

## Biografia
Ferreira ha disputato le prime competizioni brasiliane nel 2012, debuttando nelle manifestazioni continentali l'anno seguente. Debutta nelle competizioni seniores nel 2015 e riscuote nel corso della sua carriere notevole successo in ambito regionale, come la medaglia d'argento ai Giochi sudamericani 2018 o la medaglia d'oro ai Campionati sudamericani indoor 2020.
In ambito extra-continentale, Ferreira ha centrato la qualificazione ai Mondiali di Londra 2017, senza però avanzare in finale.

## Palmarès
| Anno | Manifestazione             | Sede          | Evento        | Risultato | Prestazione | Note                                     |
| ---- | -------------------------- | ------------- | ------------- | --------- | ----------- | ---------------------------------------- |
| 2013 | Panamericani U20           | Medellín      | Salto in alto | 7º        | 2,05 m      |                                          |
| 2013 | Sudamericani U20           | Resistencia   | Salto in alto | Argento   | 2,15 m      |                                          |
| 2014 | Sudamericani U23           | Montevideo    | Salto in alto | Oro       | 2,24 m      |                                          |
| 2015 | Sudamericani               | Lima          | Salto in alto | Oro       | 2,22 m      |                                          |
| 2015 | Giochi panamericani        | Toronto       | Salto in alto | 7º        | 2,20 m      |                                          |
| 2016 | Sudamericani U23           | Lima          | Salto in alto | Oro       | 2,20 m      |                                          |
| 2017 | Sudamericani               | Asunción      | Salto in alto | Bronzo    | 2,19 m      |                                          |
| 2017 | Mondiali                   | Londra        | Salto in alto | 17º (q)   | 2,29 m      |                                          |
| 2018 | Giochi sudamericani        | Cochabamba    | Salto in alto | Argento   | 2,25 m      |                                          |
| 2018 | Campionati ibero-americani | Trujillo      | Salto in alto | Bronzo    | 2,10 m      |                                          |
| 2019 | Sudamericani               | Lima          | Salto in alto | Argento   | 2,21 m      |                                          |
| 2019 | Giochi panamericani        | Lima          | Salto in alto | 4º        | 2,26 m      | Miglior prestazione personale stagionale |
| 2020 | Sudamericani indoor        | Cochabamba    | Salto in alto | Oro       | 2,25 m      |                                          |
| 2021 | Sudamericani               | Guayaquil     | Salto in alto | Oro       | 2,29 m      |                                          |
| 2021 | Giochi olimpici            | Tokyo         | Salto in alto | 21º (q)   | 2,21 m      |                                          |
| 2022 | Mondiali indoor            | Belgrado      | Salto in alto | 7°        | 2,24 m      | Miglior prestazione personale stagionale |
| 2023 | Sudamericani               | San Paolo     | Salto in alto | Argento   | 2,21 m      |                                          |
| 2023 | Mondiali                   | Budapest      | Salto in alto | 16° (q)   | 2,25 m      | Miglior prestazione personale stagionale |
| 2023 | Giochi panamericani        | Santiago      | Salto in alto | 5º        | 2,21 m      |                                          |
| 2024 | Giochi olimpici            | Parigi        | Salto in alto | 15º (q)   | 2,20 m      |                                          |
| 2025 | Sudamericani               | Mar del Plata | Salto in alto | Argento   | 2,13 m      |                                          |